# Станція юних техніків

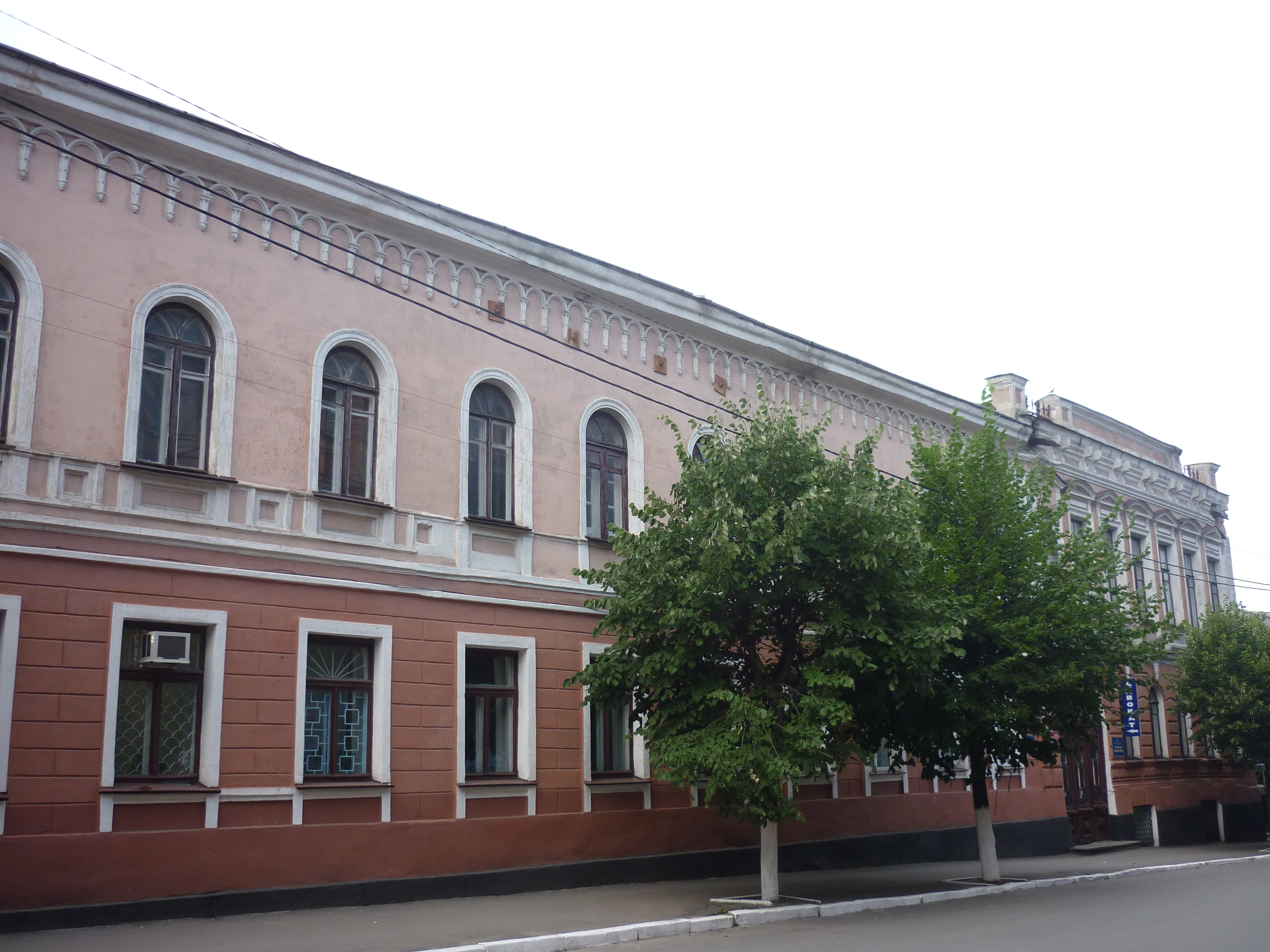
Станція юних техніків в Умані

Станція юних техніків (СЮТ), будинок юних техніків — позашкільні установи в СРСР (і в УРСР), організаційні і методичні центри позашкільної роботи учнів у галузі техніки.
Станції юних техніків мали на меті разом зі школою прищепити молоді зацікавлення наукою й технікою і розвинути у них технічне мислення і конструкторські здібності. Станції юних техніків діяли в системі Міністерства освіти союзних республік і працювали під керівництвом органів народної освіти, Республіканської ради піонерської організації і комітетів комсомолу. Першу Станцію юних техніків створено 1926 у Москві, в УРСР — 1927 у Києві.
Число Станцій юних техніків в УРСР наприкінці 1971 — 164 (1963 — 74).
В 1990-х значна частина обласних, міських і районних станцій юних техніків, перейшовши до комунальної власності місцевих рад, змінили назви на відповідно обласні, міські, районні центри науково-технічної творчості учнівської молоді (ЦНТТУМ). Республіканська станція юних техніків у місті Києві тоді була перейменована в Український державний центр позашкільної освіти.
Відповідно приведене визначення станції юних техніків відноситься до термінів:
- будинок науково-технічної творчості учнівської молоді,
- клуб науково-технічної творчості учнівської молоді,
- центр науково-технічної творчості учнівської молоді,

Станції юних техніків і центри науково-технічної творчості діють згідно зі спільним для них «Положенням про центр, будинок, клуб науково-технічної творчості учнівської молоді, станцію юних техніків», введеним Наказом МОН України від 16 квітня 2003 N 238. Найповніший перелік власних сайтів станцій юних техніків та центрів науково-технічної творчості України представлений на сторінці http://nosivka-syut.at.ua/. Деяка частина цих закладів представлена на відповідних сайтах міських (районних) рад, молодіжних організацій, відділів (управлінь) освіти.